# Péri-repülőtér
Péri-repülőtér este o arie protejată (arie specială de conservare — SAC, sit de importanță comunitară — SCI) din Ungaria întinsă pe o suprafață de 214,96 ha, integral pe uscat.

## Localizare
Centrul sitului Péri-repülőtér este situat la coordonatele 47°37′34″N 17°48′24″E / 47.6261°N 17.8067°E.

## Înființare
Situl Péri-repülőtér a fost declarat sit de importanță comunitară în mai 2004 pentru a proteja 1 specie de animale. Situl a fost protejat și ca arie specială de conservare în februarie 2010.

## Biodiversitate
Situată în ecoregiunea panonică, aria protejată conține 1 habitat natural: Pajiști stepice panonice pe loess.
La baza desemnării sitului se află o specie protejată de  mamifere: popândău comun (Spermophilus citellus).
Pe lângă speciile protejate, pe teritoriul sitului au mai fost identificate 1 specie de reptile.